# Cladonia subulata
Cladonia subulata, auch als Pfriemen-Geweihflechte bezeichnet, ist eine mit der Rentierflechte verwandte Flechte. Sie bildet relativ lang gestreckte, zwischen 3 cm und 6 cm hohe, graugrünlich gefärbte Stämmchen, die sich im oberen Drittel unregelmäßig verzweigen oder oben gabeln. Im Gegensatz zu anderen Cladonien bildet die Pfriemen-Geweihflechte nur zum Teil unvollkommene, an der Spitze stehende Becher aus, die teilweise aber auch ganz fehlen können. Die Flechte ist nahezu auf der gesamten Oberfläche mehlig sorediös und bildet höchstens auf dem Erdboden kleine blattartige Strukturen aus, die nicht selten fehlen. Die braunen Apothecien werden selten gebildet.
Die Flechte besiedelt nährstoffarme, lichtexponierte Standorte. Sie wächst auf sauren, sandigen bis lehmigen Böden in Vegetationslücken. Oft kommt sie in Heiden, an Wegrändern, Böschungen, Sand- oder Kiesgruben vor. Sie ist in ganz Europa verbreitet und ebenso in Nordamerika anzutreffen.
Neuerdings wurde zu Cladonia subulata auch die ähnliche Art Cladonia rei gerechnet. Durch umfangreiche morphologische, chemische und molekularen Analysen konnte jedoch gezeigt werden, dass Cladonia subulata zwar eine große Variabilität aufweist, aber genetisch nicht näher mit Cladonia rei verwandt ist.